# آفات أولني

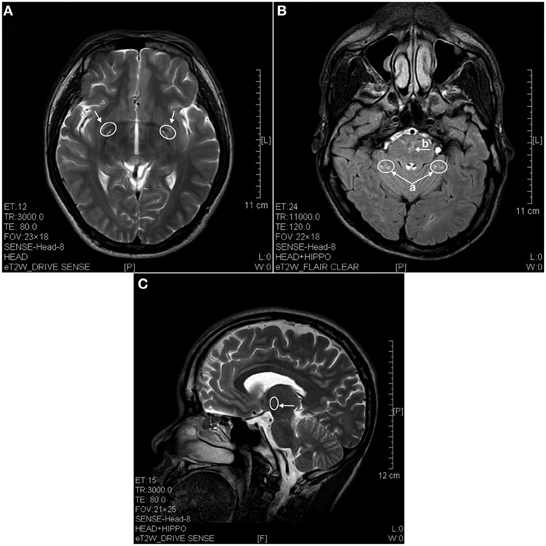

آفات أولني، هي شكل من أشكال تلف الدماغ الناتج عن بعض الأدوية التي دُرست تجريبياً واكتُشف أنها تسببت في تلف الخلايا العصبية، ومع ذلك فهي تُعطى من قبل الأطباء للمرضى في أماكن العلاج وأثناء التخدير. سُميت الآفات على اسم جون أولني، الذي أجرى دراسة في عام 1989 حول هذا النوع من السمية العصبية الناتج عن الأدوية. وهي مهمة لسببين: أولاً، مناهضات مستقبلات نمدا هي عقاقير يصفها الطبيب لعلاج بعض الأمراض، مثل: الميمانتين لمرض آلزهايمر والأمانتادين لمرض باركنسون، بالإضافة إلى بعض الأدوية التي تُصرف دون وصفة طبية ويتناولها المرضى بشكل عشوائي. ثانيًا في مجال التخدير، تعتمد الكثير من أدوية التخدير العام على خصائص مناهضات مستقبلات نمدا. نظرًا لأن آفات أولني تتطور إلى نخور عصبية أو موت الخلايا العصبية، فمن المهم تحديد ما إذا كانت آفات أولني تحدث عند البشر، وليس فقط عند حيوانات التجارب. السؤال الأساسي هو ما إذا كانت أدوية مناهضات مستقبلات نمدا تُعتبر سمًا عصبيًا بشريًا أم لا، إذ ستكون الآثار الجانبية على سلامة المريض في العلاج الدوائي والتخدير كبيرة، إذا كانت الإجابة إيجابية.

## تاريخها
في عام 1989، اكتشف أولني أن فجوة الخلايا العصبية العصارية والتغيرات الأخرى السامة للخلايا (الآفات) قد حدثت في أدمغة الجرذان بعد إعطائهم بعض الأدوية. كشف فحص الخلايا العصبية عن طريق الفحص المجهر الإلكتروني عن انهيار واضح للميتوكوندريا في الفجوات الكبيرة التي أصبحت ظاهرة بعد ساعتين من إعطاء مناهضات مستقبلات نمدا. بعد إعطاء 1.0 (ملغ/كغ) للجرذان، أصبحت هذه التغييرات السامة العصبية أكثر وضوحًا بعد حوالي 12 ساعة من إعطاء الجرعة، لكن بدا شكل معظم الخلايا طبيعيًا بواسطة المجهر الضوئي بعد 24 ساعة من الجرعة. مع جرعات 10 (ملغ/كغ)، بقيت الاستجابة مرئية بواسطة المجهر الضوئي بعد 48 ساعة من إعطاء الجرعة. لم يكن هناك دليل على وجود تأثير عصبي تراكمي أو أن التفاعل قد انتقل إلى مرحلة غير عكوسة عند إعطاء جرعات متكررة. أحدثت الجرعات الأقل من الكيتامين والتليتامين تغيرات سامة عصبية مرئية بواسطة المجهر الضوئي بعد 4 ساعات من جرعة 40 (ملغ/كغ) و10 (ملغ/كغ) على التوالي.
أجرى الباحث رولاند إن. أوير دراسات مماثلة للنظر في العلاقة بين العمر والجنس وتطور السمية العصبية لمناهضات مستقبلات نمدا عند فئران الاختبار. شهدت الجرذان الأكبر سنًا معدل وفيات أعلى بكثير، وكان لدى إناث الفئران، في جميع الأعمار، معدل أعلى من الخلايا العصبية الميتة.
أُثبت أن أكسيد النيتروز، وهو مخدر شائع للبشر (خاصة في طب الأسنان)، أنه يسبب فجوة في أدمغة الفئران، لكنه لا يسبب آفات غير عكوسة فيها.
أُثبت أيضًا أن ديكستروميثورفان، وهو مضاد للسعال موجود في أغلب أدوية السعال، يتسبب في حدوث فجوة في أدمغة الفئران عند تناوله بجرعات 75 ملغ/كغ. ومع ذلك، فإن تناول هيدروبروميد ديكستروميثورفان عن طريق الفم لإناث الجرذان بجرعات وصلت إلى 120 ملغ/ كغ لم ينتج عنه أية تغيرات سمية عصبية بعد 4-6 ساعات أو بعد 24-26 ساعة من الجرعة.
في عام 1999، أجرى چوهانس كورنهوبير تشريحًا لجثث 8 مرضى تلقوا علاج أمانتادين خلال حياتهم وبحث بشكل انتقائي في مناطق الدماغ الضعيفة مكان حدوث آفات أولني، لكنه لم يجد أي دليل على وجودها.
في عام 2013، أظهرت دراسة باستخدام التصوير بالرنين المغناطيسي وجود آفات دماغية لدى مدمني الكيتامين (باستخدام من 0.2 غرام مرتين في الأسبوع إلى 1 غرام يوميًا لمدة 0.5 إلى 12 عامًا).